# 지행당
지행당(地行堂)은 대한민국 전북특별자치도 전주시 덕진구에 있는 사당이다. 1973년 6월 23일 전북특별자치도의 기념물 제7호로 지정되었다.

## 개요
이 집은 조선후기에 학문과 도덕 그리고 효행으로 이름 높았던 강서린(姜瑞麟)의 행적을 본받고 기리기 위해 세운 것이다. 조선 영조 8년(1723) 전라 감사 이수항의 건의에 따라, 나라에서 ｢지행당｣이란 이름을 내려주고 비용을 들여 건립하였다. 강서린의 아버지 강해우(姜海遇) 역시 학덕이 높고 효행이 지극하여, 전주시 효자동에 위치한 황강서원에 그의 위패를 모셨다. ｢지행(趾行)｣은 조상의 어진 발자취를 길이 길이 이어가도록 하라는 뜻이다. 비문은 높은 벼슬을 지낸 이기경(李基敬)이 지었고, 현판은 당대의 명필 이익회(李翊會)가 썼다.

## 참고 자료
- 지행당 - 국가유산청 국가유산포털